# Office national des sports (Côte d'Ivoire)
Office national des sports (ONS) de la Côte d'Ivoire, est un établissement public à caractère administratif chargé de la gestion des infrastructures sportives ivoiriennes. Son siège est à Abidjan. Son directeur général actuel est Ousmane Gbané.

## Création et rôle

### Création
L'office national des sports, en abrégé ONS, est un établissement public à caractère administratif crée par le décret ivoirien n°80-1300 du 12 décembre 1980. Il est placé sous la tutelle technique du ministre chargé des sports et sous la tutelle économique et financière du ministre chargé du budget.

### Rôle
L'ONS est chargé d'assurer la gestion et l'entretien de toutes les infrastructures civiles de l'Etat ivoirien. Il participe à l'organisation des manifestations sportives initiées par les fédérations, les associations sportives ou tous organismes intéressés. Il participe à l'élaboration des projets et programmes d'équipements sportifs. Il assure la promotion du sport et des athlètes ivoiriens par tous les moyens.
L'ONS assure la gestion financière des compétitions des équipes sportives nationales et des équipes de clubs appelés à représenter la Côte d'Ivoire dans les compétitions officielles. Il suit l'utilisation des subventions de l'Etat ivoirien aux différentes associatives ou fédérations sportives.

## Organisation

### Conseil de gestion
Le conseil de gestion est l'organe de contrôle et d'autorité de l'ONS. Il est composé de huit membres : le représentant du président de la république, le représentant du premier ministre, le représentant du ministre chargé de l'intérieur, le représentation du ministre chargé des sports et du cadre de vie, le représentant du ministre chargé du budget et de trois représentants du mouvement sportif ivoirien dont un désigné par les fédérations, un par le comité national olympique et un par le comité national paralympique.

### Direction générale
Le directeur général est nommé par décret au conseil des ministres sur proposition du ministre des sports. Son directeur général actuel est Ousmane Gbané,,.
La direction générale est organisée en quatre départements qui sont le département des affaires administratives et financières, le département du marketing, de la communication et des relations publiques, le département des infrastructures, de l'équipement et de la maintenance, et le département des grands évènements sportifs et de la promotion des athlètes.

## Cap sur la CAN 2023
Pour la 34e édition de la coupe d'Afrique des nations de football 2023 qui se déroulera en Côte d'Ivoire du 13 janvier au 11 février 2024, l'office national des sports (ONS) a procédé au suivi de l'avancement des travaux de construction et de rénovation des stades qui abriteront les 52 matchs de la compétition,,,. Ces stades sont :     
- Le Stade Alassane Ouattara d'Ébimpé (Abidjan) ;
- Le Stade Félix Houphouët Boigny (Abidjan) ;
- Le Stade Charles Konan Banny (Yamoussoukro)[10],[11],[12];
- Le Stade de la Paix (Bouaké)[13],[14];
- Le Stade Amadou Gon Coulibaly (Korhogo)[15] ;
- Le Stade Laurent Pokou (San-Pédro)[16],[17].